# Europa Europa (canal de televisão)
Europa Europa é um canal de televisão por assinatura latino-americano de origem argentina, dedicado exclusivamente a filmes e séries de televisão produzidos na Europa. Atualmente, o canal pertence e é operado pela AMC Networks International.

## História
O canal iniciou suas transmissões em 1º de outubro de 2001, substituindo o canal Cineplaneta, através de um esforço conjunto entre Pramer e Zone Vision Group. As duas empresas eram responsáveis pela programação e vendas publicitárias, enquanto a Pramer era responsável pela distribuição e marketing dos sistemas de televisão por assinatura do canal na América Latina.
Em 2007, a Liberty Global (empresa-mãe da Pramer) adquiriu todo o canal, que até então era propriedade conjunta da empresa Zonemedia (anteriormente Zone Vision).
Em 2013, o canal passou a fazer parte do portfólio do canal Chello Latin America, quando a Pramer mudou de nome ao se fundir com a MGM Latin America. Em 8 de julho de 2014, passou a ser gerenciado pela AMC Networks, quando adquiriu a Chello Latin America.